# 纤细龙胆
纤细龙胆（学名：Gentiana subtilis）为龙胆科龙胆属的植物，为中国的特有植物。分布于中国大陆的云南等地，生长于海拔3,700米至4,150米的地区，一般生于山坡草地，目前尚未由人工引种栽培。